# Starokaseanivske, Pokrovske
Starokaseanivske (în ucraineană Старокасянівське) este un sat în așezarea urbană Pokrovske din raionul Pokrovske, regiunea Dnipropetrovsk, Ucraina.

## Demografie
Componența lingvistică a localității Starokaseanivske
     Ucraineană (95,12%)
     Rusă (4,88%)
Conform recensământului din 2001, majoritatea populației localității Starokaseanivske era vorbitoare de ucraineană (95,12%), existând în minoritate și vorbitori de rusă (4,88%).